# Trevor Lewis
Trevor Lewis (Salt Lake City, 8 gennaio 1987) è un hockeista su ghiaccio statunitense.

## Palmarès

### Mondiali
- 1 medaglia:
  - 1 bronzo (Repubblica Ceca 2015)